# نادي واكام
اتحاد واكام الرياضي هو نادي كرة قدم سنغالي ومقره في العاصمة داكار. يلعب في دوري الدرجة الممتازة ويخوض مبارياته المنزلية على ملعب ديمبا ديوب. فاز بكأس السنغال ثلاث مرات أعوام 1964، 1989، 2006.

## وصلات خارجبة
- الموقع الرسمي